# Regal Roadsters
Regal Roadsters Ltd. ist ein US-amerikanischer Hersteller von Automobilen.

## Unternehmensgeschichte
Das Unternehmen wurde am 9. Oktober 1981 in Madison in Wisconsin gegründet. Inhaber war zumindest zu Beginn Chuck Sievert. Als Agent wird Charles L. Siewert genannt. Zunächst war es im Bereich von Restaurierungen tätig. 1986 begann die Produktion von Automobilen und Kit Cars. Der Markenname lautet Regal, evtl. mit dem Zusatz T-Bird oder Roadsters.
Ab dem 5. Dezember 1986 gab es in der gleichen Stadt die inzwischen aufgelöste Regal T-Birds Ltd. mit dem gleichen Agenten. Die Verbindung ist unklar.

## Fahrzeuge
Das einzige Modell ist die Nachbildung des Ford Thunderbird von 1955. Ein Leiterrahmen bildet die Basis. Ein V8-Motor von Ford treibt die Fahrzeuge an. Die Karosserie besteht aus Kunststoff. Eine Quelle gibt an, dass die Wagen dem Vorbild stärker glichen als Konkurrenzmodelle.